# فرودگاه لا فلوریدا (کلمبیا)
فرودگاه لا فلوریدا (به انگلیسی: La Florida Airport (Colombia)) (به زبان بومی: Aeropuerto La Florida) یک فرودگاه همگانی با کد یاتا TCO است که یک باند فرود آسفالت دارد و طول باند آن ۱٫۶ متر است. این فرودگاه در کشور کلمبیا قرار دارد و در ارتفاع ۲ متری از سطح دریا واقع شده است.